# زیردریایی یو-۱۴ (۱۹۳۵)
زیردریایی یو-۱۴ (۱۹۳۵) (به انگلیسی: German submarine U-14 (1935)) یک زیردریایی بود که طول آن ۴۲٫۷۰ متر (۱۴۰ فوت ۱ اینچ) بود. این زیردریایی در سال ۱۹۳۵ ساخته شد.